# Intact Financial Corporation
Intact Financial Corporation — канадская страховая группа, работающая в Канаде и США. С покупкой в 2021 году части британской компании RSA расширила географию деятельности на Великобританию, Ирландию, Ближний Восток и некоторые другие страны. Специализируется на страховании имущества и коммерческом страховании.

## История
Компания была основана в 1809 году под названием Halifax Fire Insurance Association (Ассоциация страхования от пожаров Галифакса). В 1950-х годах она была куплена нидерландской страховой компанией Nationale-Nederlanden. В 1991 году Nationale-Nederlanden объединилась с банком NMB Postbank, образовав ING Group, с 1993 года канадская часть группы стала называться ING Canada. Компания росла за счёт поглощений: Guardian Insurance (1998 год), Zurich Canada (2001 год), Allianz Canada (2004 год). В 2004 году 30 % акций компании было размещено на Торонтской фондовой бирже, в 2009 году компания отделилась от ING, изменив название на Intact. За этим последовало ещё несколько поглощений, включая Axa Canada за $2,6 млрд в 2011 году, Jevco Insurance Company за $530 млн в 2012 году, OneBeacon Insurance Group в США за 1,7 млрд долларов в 2017 году.
В ноябре 2020 года компания совместно с датской Tryg купила RSA за £7,6 млрд, сделка была закрыта в июне 2021 года. Tryg приобрела операции в Скандинавии, а Intact — в Канаде, Великобритании и других странах.

## Деятельность
Основным рынком является Канада, в нише страхования имущества компания занимает здесь первое место с долей 16 %. На 2020 год на Канаду приходилось 85 % страховых премий, остальные на США. 36 % премий приходилось на автострахование, 21 % — на страхование другого имущества. Непосредственно клиентам продаётся около 13 % полисов, остальное распространяется через брокерские конторы и других посредников.